# Hruzdowo (rejon mołodecki)
Hruzdowo (biał. Груздава, ros. Груздово) – wieś na Białorusi, w obwodzie mińskim, w rejonie mołodeckim, w sielsowiecie Połoczany.
Znajduje się tu parafialna cerkiew prawosławna pw. Położenia Ryzy Matki Bożej.

## Historia
W czasach zaborów wieś w gminie Lebiedziewo, w powiecie wilejskim, w guberni wileńskiej Imperium Rosyjskiego. W 1865 roku liczyła 15 dusz rewizyjnych w części należącej do Chodźków, 67 dusz w części Dederków i 6 dusz w części skarbowej. Cerkiew prawosławną wzniósł tutaj Andrzej Sakowicz. Kolejną fundował w 1761 roku Dederko, w 1819 roku została odnowiona przez Chodźkę.
W latach 1921–1945 wieś leżała w Polsce, w województwie wileńskim, w powiecie wilejskim, od 1927 roku w powiecie mołodeckim,  w gminie Lebiedziewo.
Według Powszechnego Spisu Ludności z 1921 roku zamieszkiwały tu 174 osoby, 69 było wyznania rzymskokatolickiego a 105 prawosławnego. Jednocześnie 64 mieszkańców zadeklarowało polską a 110 białoruską przynależność narodową. Były tu 43 budynki mieszkalne. W 1931 w 45 domach zamieszkiwało 229 osób.
Wierni należeli do parafii rzymskokatolickiej w Oborku i miejscowej prawosławnej. Miejscowość podlegała pod Sąd Grodzki w Mołodecznie i Okręgowy w Wilnie; właściwy urząd pocztowy mieścił się w Lebiedziewie.
W wyniku napaści ZSRR na Polskę we wrześniu 1939 miejscowość znalazła się pod okupacją sowiecką. 2 listopada została włączona do Białoruskiej SRR. Od czerwca 1941 roku pod okupacją niemiecką. W 1944 miejscowość została ponownie zajęta przez wojska sowieckie i włączona do Białoruskiej SRR.
Od 1991 w składzie niepodległej Białorusi.